# Tom și Jerry: Micile ajutoare ale Moșului
Tom și Jerry: Micile ajutoare ale Moșului (în engleză Tom and Jerry: Santa's Little Helpers) este o animație specială direct-pe-video din 2014, cu Tom și Jerry și specialul de Crăciun din Tom și Jerry se dau în spectacol, produs de Warner Bros. Animation. A fost pus la dispoziție ca parte a unui set de DVD cu 2 discuri cu același nume, care conține și alte 29 de desene animate Tom și Jerry și episoade din Povești cu Tom și Jerry, pe 7 octombrie 2014.
Pe 13 august 2020, a fost anunțat că filmul va fi lansat pe Blu-ray împreună cu Tom și Jerry: Povestea spărgătorului de nuci pe 27 octombrie 2020.
Premiera în România a fost pe DVD, dublat în limba română, iar la televizor acesta a început pe 7 octombrie 2014 pe canalul Boomerang, ca parte a unui program special cu filme Tom și Jerry de ocazia Crăciunului.

## Premisă
Jerry și Tuffy trăiesc viața bună în atelierul lui Moș Crăciun, până în ziua nefericită în care Tom este salvat de familia Claus. Cu Tom în casă, apare haosul vesel la Polul Nord, dar când praful se așează, duoul distrugător trebuie acum să lucreze împreună pentru a salva Crăciunul și a afla adevăratul sens al prieteniei.

## Distribuție vocală
- William Hanna ca Tom, Jerry (arhivă audio; necreditat)
- Rich Danhakl ca Tom, Jerry (necreditat)
- Kath Soucie în rolul lui Tuffy
- Nickie Bryar ca Cindy
- Mark Hamill ca Moș Crăciun
- Edie McClurg în rolul doamnei Clause
- Rick Zieff ca Diavolul și Îngerul Tom
- Frank Welker ca Jingles (necreditat)